# Mini Mini détective
Mini Mini détective (Inch High, Private Eye, littéralement « Le détective haut de un pouce »), est une série télévisée d'animation américaine en 13 épisodes de 22 minutes, réalisée par Charles A. Nichols et produite par Hanna-Barbera, diffusée du 8 septembre 1973 au 31 août 1974 sur le réseau NBC.
En France, la série a été diffusée pour la première fois le 20 juillet 1978 sur TF1 dans l’émission Acilion et sa bande puis rediffusée sur Boomerang en 2004.
Le personnage de Mini Mini a été calqué sur Maxwell Smart, le personnage principal de la série télévisée comique Max la Menace (1965-1970) .

## Synopsis
La jeune Laurie, son oncle Mini Mini et leur ami Gaffeur, travaillent tous trois pour l'Agence de détectives Pinkerton, spécialiste des cas difficiles. Grâce à une potion magique, l'oncle de Laurie peut réduire sa taille à 2,5 centimètres de hauteur, ce qui ne manque pas de faciliter les enquêtes. Mais les dangers et aléas liés à la minuscule taille de Mini Mini, vont donner lieu à des situations cocasses...

## Fiche technique
- Titre français : Mini Mini détective
- Titre original : Inch High, Private Eye
- Réalisateur : Charles A. Nichols
- Scénaristes : Fred S. Fox, David Harmon,Seaman Jacobs, William Raynor, Gene Thompson, Myles Wilder
- Production : Joseph Barbera, William Hanna, Art Scott, Iwao Takamoto
- Sociétés de production : Hanna-Barbera Productions
- Musique : Hoyt S. Curtin
- Pays d'origine : États-Unis
- Langue : anglais
- Nombre d'épisodes : 13 (1 saison)
- Durée : 22 minutes
- Dates de première diffusion :
  -  États-Unis : 8 septembre 1973
  -  France : 20 juillet 1978

## Distribution

### Voix françaises
- Philippe Dumat : Mini Mini détective
- Sylvie Feit : Laurie
- Francis Lax : Gaffeur
- Jacques Torrens :	M. Finkerton

### Voix originales
- Lennie Weinrib : Inch High (Mini Mini détective en VF)
- Kathy Gori : Lori (Laurie en VF)
- Bob Lutell : Gator (Gaffeur en VF)
- John Stephenson : Mr. Finkerton
- Jean Vander Pyl : Mrs. Finkerton

## Épisodes
1. Les Diamants (Diamonds are a Crook's Best Friend)
2. On a volé la Joconde (You oughta be in Pictures)
3. Les Fraudeurs (The Smugglers)
4. Fausse Monnaie (Counterfeit Story)
5. La Malédiction de la momie (The Mummy's Curse)
6. Les Mannequins (The Doll Maker)
7. Musique, maestro! (Music Maestro)
8. Visite au Far West (Dude City)
9. Haute Couture (High Fashion)
10. Les Voleurs de chats (The Cat Burglars)
11. Les Plus Beaux Animaux du monde (The World's Greatest Animals)
12. La Super Puce (Super Flea)
13. Le Retour de Spoumoni (The Return of Spumoni)